# 英雄 (电影)
《英雄》是2002年由中国大陸导演张艺谋执导的一部武侠片，程小東和董瑋任動作設計。汇集了李连杰、梁朝伟、张曼玉、章子怡、陈道明、甄子丹等一批当红影星，电影主题曲演唱者是王菲。 
2002年12月14日在中国大陸上映，中國票房为2.5亿元人民币，是首部票房过亿的中国大陸电影，缔造了当时中国大陸电影的最高票房纪录。2004年8月在北美上映连续两周夺得票房冠军，全球票房达到1.77亿美元。
电影《英雄》被认为是中国大陸电影大片时代的里程碑，拉开了商业大片的帷幕，对中国大陸商业电影产业发展起到重要的推动作用。

## 剧情
戰國末期七國征战，其中以秦国最强，而秦王嬴政（陳道明飾）也就成了各国的敌人。因為残剑（梁朝伟飾）、飞雪（张曼玉飾）、长空（甄子丹飾）等人試圖刺殺秦王，秦王去除宮中的裝飾避免視野死角，並下令沒有人可以靠近秦王百步之內。无名（李连杰飾）抵達宮中，向秦王講述他如何殺死残剑、飞雪、和长空。作為獎賞，無名得以走至距秦王十步之遙。
無名講述他如何先在秦國侍衛面前殺了長空，然後至趙國找匿居在書法學院中的殘劍和飛雪。無名向殘劍求字，試圖從一個「劍」字中看出殘劍的劍法。說到這時，宮中侍衛就將那張字展開給秦王觀看。無名接著說他得知殘劍和飛雪原本一對戀人，因飛雪曾與長空有一段情而疏遠，所以就向兩人說出自己的身份並利用兩人的心結製造弱點，約定在隔天決戰。無名故意提出飛雪定會為長空報仇而使殘劍忌妒，殘劍因為中了無名的計而心生憤怒便藉由和他的書僮如月（章子怡飾）交歡來洩憤，卻被飛雪撞見，飛雪於是在憤怒中殺了殘劍。隔天飛雪情緒大亂，無名便在秦軍面前殺了她。
聽完無名的講述後，秦王不相信無名的故事。秦王說在先前的刺殺行動中，他看出殘劍是個正直的人，不會背叛飛雪。秦王於是講了他認為的事實：無名和殘劍、飛雪以及長空安排了假對決，三人犧牲自己的性命讓無名有機會走近可以刺殺秦王的距離。無名的劍法藏有一招可以在十步內絕對命中，所以三人都願意犧牲。另外，無名告訴殘劍和飛雪他只需要兩人之一在秦軍面前中劍，再帶著另一人的武器，秦王就會相信他也殺了另一人。殘劍和飛雪於是爭論誰該犧牲，最後飛雪刺傷殘劍，自己前去赴死。
無名承認他確實有「十步一殺」絕技可以刺殺秦王，但是秦王低估了殘劍。無名說出事實：他的劍法可以刺穿人體而不傷及臟器。他先假裝殺了長空，然後去找殘劍和飛雪。飛雪同意無名的安排，但殘劍不願意。飛雪責怪殘劍在三年前的行刺中放過刺秦王的機會，然後在無名的幫助下刺傷殘劍。隔天飛雪就在秦軍面前假裝被無名刺死。但在無名前往秦國首都之前，殘劍在無名面前寫了「天下」二字，解釋只有秦王有機會統一天下，建立和平，也因此他在三年前才放過殺死秦王的機會。
秦王聽了無名的故事後感嘆秦國內外只有殘劍一人明白他的願景，死而無憾。然後就將劍丟給無名，轉身看殘劍的字。就在無名思索該不該殺秦王時，秦王看懂了殘劍的字：唯有心中無劍，沒有殺念，才是完美的戰士。無名聽了就拿起劍作勢向秦王刺了一劍，但他手中的劍卻是反握的，無名決定饒了秦王的命。
飛雪得知行刺失敗後，生氣地攻擊殘劍。殘劍故意在最後一刻丟下劍，讓飛雪意外殺死了殘劍。哀傷的飛雪就抱著殘劍自殺。另一邊，朝臣問秦王是否要殺了無名，並告訴秦王依秦國律法，必須殺死無名。秦王雖然不願意，但為了保持律法的威信，也只能下令殺了無名。片末，秦王厚葬無名，而銀幕上出現文字說這位秦王就是統一中原的秦始皇。

## 角色
| 演員   | 角色   |
| 李连杰 | 无名   |
| 梁朝伟 | 残剑   |
| 张曼玉 | 飞雪   |
| 章子怡 | 如月   |
| 甄子丹 | 长空   |
| 陈道明 | 秦始皇 |

## 主创
- 副导演：刘国楠、周伟
- 武术导演：程小东
- 摄影指导：杜可风
- 摄影：赵小丁
- 美术：霍廷霄、易振洲
- 服装设计：和田惠美子
- 剪揖：翟茹
- 录音：陶经
- 作曲：谭盾
- 示範主任：呂寧 Mario、吳浩鋮 Jeffery、李雪松 Snowy
- 制片主任：张震燕

## 造型
《英雄》其中一個特色是片中幾位主角所穿的服裝只有五種顏色，藍、綠、紅、黑、白五色。導演將每一種顏色代表一個故事，例如紅色代表激情、嫉妒、衝動，象徵無名的故事過於主觀，激進；藍色代表冷靜、沉著，象徵秦皇深思熟慮對於陰謀的猜測；綠色代表理想、平和，象徵回憶中的美好憧憬；黑色代表神秘，同時秦始皇喜好黑是歷史典故（五行之中，水為黑，秦皇認定秦國的五行屬水），無名亦為黑，則因他為秦皇之重象；白色代表真實世界，不帶偏見。
因為此片擺脫了一般武俠片的線性敘述故事模式，張藝謀希望藉著不同的色調配襯，以視覺的模式去令觀眾更有條理地看整個故事；再來《羅生門》式的多角度敘事，加上不同衣服顏色配合戲中的意景，令觀眾和演員更易分辨角色，明白和投入這非一般的武俠片之中。
色彩一向是张艺谋运用极为娴熟的电影语言，而擔任服裝造型的為日籍設計師和田惠美。片中主要角色均着纯色服装，配纯色装饰，极富个性。其中张曼玉、梁朝伟着翠绿纱衫，章子怡着洋红纱衫，李连杰则全身黑色秦俑装。不同的颜色似乎也暗示了四位主角的不同命运。
章子怡的头饰、服装、腰带均为纯红色，只有领口和衣带上有一组花纹，线条是非常的简洁。李连杰则全身均为黑色：黑冠带、黑髮额、黑盔袍、黑剑盾，活脱脱一个秦代兵俑。

## 評價
《英雄》在西方受到广泛好评。北美影评人极度热评《英雄》的华美。美国最具影响的影评家罗杰·埃伯特认为，《英雄》在结构上模仿了黑泽明的《罗生门》，但张艺谋第一次使武侠电影具有了诗意。美国《纽约时报》以两个版的篇幅报道了《英雄》在美国上映的盛况，评论称：“《英雄》这部中国电影，经典得就像中国的《红楼梦》，也是我们美国奥斯卡的无冕之王。”制片人张伟平称，“《英雄》这部电影在北美延迟了2年才上映，却依然受到北美的欢迎，登顶首周票房冠军，真为我们国产片长志气”。
2005年美國《時代》雜誌評選“2004年全球十大最佳电影”，张艺谋执导的《英雄》及《十面埋伏》并列第一名，这也是华语电影首次被《时代》杂志评选为第一名，杂志对张艺谋两部武侠巨制赞誉有佳，认为影片无论色彩的运用、动作设计及摄影画面都是上乘的创新。

## 票房
中国大陆收获2.5亿人民币（占全年总票房四分之一），创造了当时的票房记录，也是第一部票房过亿的国产电影，香港则有2617多万港币。
2004年8月27日北美上映，首周获得US $18,004,319 (平均每厅获得$8,864)，为开画第二高的外语片（第一高的是《The Passion of the Christ》。最终北美US $53,710,019，在北美票房历史上为第三高外语片和第15高的动作片。日本票房40亿日元。全球票房US $177,394,432，曾为中国电影全球票房最高记录保持者。
台灣方面，最終票房7400萬新台幣(台北市票房)。

## 主要奖项
| 頒獎典禮             | 獎項                              | 名字                                                        | 結果 |
| -------------------- | --------------------------------- | ----------------------------------------------------------- | ---- |
| 柏林国际电影节       | 阿尔弗雷德·鲍尔（Alfred Bauer）奖 | 张艺谋                                                      | 獲獎 |
| 美国国家评论协会     | 最佳导演奖                        | 张艺谋                                                      | 獲獎 |
| 美国纽约影评人协会   | 最佳摄影                          | 杜可風（Christopher Doyle）                                 | 獲獎 |
| 芝加哥影评人协会     | 最佳摄影                          | （同时并列得奖的有馬田·史高西斯的《娛樂大亨》）             | 獲獎 |
| 美国在线影评人协会   | 最佳摄影                          | 杜可风                                                      | 獲獎 |
| 美国在线影评人协会   | 和最佳外语片                      | 杜可风                                                      | 獲獎 |
| 美国在线影评人协会   | 最佳摄影                          | 杜可风                                                      | 獲獎 |
| 多伦多影评人协会奖   | (TFCA Award) 2004                 |                                                             | 獲獎 |
| 第22屆香港电影金像奖 | 最佳摄影                          | 杜可風                                                      | 獲獎 |
| 第22屆香港电影金像奖 | 最佳美术指导                      | 霍廷霄、易振洲                                              | 獲獎 |
| 第22屆香港电影金像奖 | 最佳服装造型设计                  | 和田惠美                                                    | 獲獎 |
| 第22屆香港电影金像奖 | 最佳视觉效果                      | 潘國瑜、Murray Pope、Christopher Horvath、Jonathan Rothbart | 獲獎 |
| 第22屆香港电影金像奖 | 最佳音响效果                      | 陶經                                                        | 獲獎 |
| 第22屆香港电影金像奖 | 最佳动作设计                      | 程小東                                                      | 獲獎 |
| 第22屆香港电影金像奖 | 最佳原创电影音乐                  | 譚盾                                                        | 獲獎 |
| 第23屆中国电影金鸡奖 | 最佳导演                          | 张艺谋                                                      | 獲獎 |
| 第23屆中国电影金鸡奖 | 最佳合拍故事片                    |                                                             | 獲獎 |
| 第23屆中国电影金鸡奖 | 最佳录音                          | 陶经                                                        | 獲獎 |
| 第26屆百花奖         | 最佳故事片                        |                                                             | 獲獎 |
| 第九屆华表奖         | 华语优秀对外合拍片奖              |                                                             | 獲獎 |
| 第九屆华表奖         | 华语电影特殊贡献奖                |                                                             | 獲獎 |

## 主要提名
| 頒獎典禮           | 獎項             | 名字               | 結果 |
| ------------------ | ---------------- | ------------------ | ---- |
| 2003年奥斯卡金像奖 | 最佳外语片       |                    | 提名 |
| 2003年金球獎       | 最佳外语片       |                    | 提名 |
| 柏林国际电影节     | 最佳导演         | 张艺谋             | 提名 |
| 柏林国际电影节     | 金熊奖           | 张艺谋             | 提名 |
| 香港电影金像奖     | 最佳影片         |                    | 提名 |
| 香港电影金像奖     | 最佳导演         | 张艺谋             | 提名 |
| 香港电影金像奖     | 最佳剧本         | 李馮、王斌、张艺谋 | 提名 |
| 香港电影金像奖     | 最佳女主角       | 张曼玉             | 提名 |
| 香港电影金像奖     | 最佳女配角       | 章子怡             | 提名 |
| 香港电影金像奖     | 最佳剪辑         | 翟茹 、林安儿      | 提名 |
| 香港电影金像奖     | 最佳原创电影歌曲 | 王菲               | 提名 |